# Употреба силе
Употреба силе, у контексту спровођења закона, може се дефинисати као „количина напора коју полиција улаже да би приморала особу која се опире на поштовање закона". У практичном смислу, употреба силе представља било коју комбинацију претње или стварне примене силе у легитимне сврхе, нпр. ради извршења хапшења, одбране себе или друге особе, или прекида кривичног дела у току или спречавања непосредног извршења кривичног дела.
Доктрине о употреби силе могу примењивати службеници за спровођење закона и војно особље на дужности. Циљ таквих доктрина је да се уравнотеже потребе безбедности са етичким бригама за права и добробит преступника или осумњичених. Повреде цивила обично усмеравају пажњу на самоодбрану као оправдање, а у случају смрти, на појам оправданог убиства.
Полиција користи физичку силу у мери у којој је то неопходно да би се обезбедило поштовање закона или успоставио ред, тек када се примена убеђивања, савета и упозорења покаже недовољном.— Сер Роберт Пил, „Принципи спровођења закона"
За енглески закон о употреби силе у превенцији криминала, погледајте Самоодбрана у енглеском праву. Став Аустралије о употреби трупа за цивилну полицију изложен је од стране Мајкла Хеда у раду „Позивање трупа: узнемирујући трендови и неодговорена питања"; упоредите са радом „Поновно разматрање употребе смртоносне силе од стране јужноафричких полицијских служби" аутора Малебо Кибин-Сибанда и Омфеметсе Сибанда.

## Историја
Употреба силе датира још од почетака успостављања органа за спровођење закона, уз страх да ће полицајци злоупотребити своју моћ. Данас у друштву тај страх и даље постоји, а један од начина за решавање овог проблема јесте захтев да полицајци носе телесне камере, које би требало да буду укључене током свих интеракција са цивилима.

## Континуум употребе силе
Употреба силе може бити стандардизована кроз континуум употребе силе, који представља смернице о степену силе који је примерен у датој ситуацији. Један извор идентификује пет веома генерализованих корака, који се крећу од најмање до највеће употребе силе. Ова врста континуума генерално има много нивоа, а полицајци су упућени да реагују нивоом силе који одговара ситуацији, признајући да полицајац може прећи са једног дела континуума на други у року од неколико секунди.

## Употреба силе у Републици Србији
Употреба силе од стране полиције у Републици Србији је детаљно регулисана, пре свега Законом о полицији. Полиција представља организован начин обављања послова уређених законом, коју чине полицијски службеници који штите и унапређују безбедност грађана и имовине, поштујући Уставом зајемчена људска и мањинска права и слободе, уз могућност употребе средстава принуде у складу са Уставом и законом.

### Законодавни оквир
Основни документ који регулише ову област је Закон о полицији. Према овом закону, полицијски службеници су овлашћени да употребе силу само када је то апсолутно неопходно и када се на други начин не може извршити службени задатак.
Кључни принципи којима се полицијски службеници морају водити су:
- Постепеност и сразмерност: Употреба силе мора бити поступна и сразмерна. То значи да се примењују средства од најблажег ка најтежем, и то само у мери која је неопходна за постизање легитимног циља.
- Неопходност: Сила се примењује само када је то неопходно, односно када убеђивање, упозорења и друге мере нису дале резултате или нису применљиве.
- Заштита људског живота: Приликом употребе средстава принуде, полицијски службеници су дужни да чувају људске животе, проузрокују што мање повреда и материјалне штете.

### Средства принуде
Закон о полицији и подзаконски акти дефинишу следећа средства принуде која стоје на располагању полицијским службеницима:
1. Физичка снага: Укључује различите захвате и технике самоодбране. Најчешће је коришћено средство принуде.
2. Средства за везивање: Лисице или други предмети намењени за ограничавање кретања.
3. Службена палица: Користи се за одбијање напада или савладавање отпора.
4. Хемијска средства: Сузавац, обично у спреју.
5. Специјална возила: Водени топови, оклопна возила и сл., која се користе углавном приликом нарушавања јавног реда у већем обиму.
6. Службени пси.
7. Службени коњи.
8. Употреба ватреног оружја: Сматра се најтежим средством принуде и може се користити само у строго прописаним условима – када је угрожен живот полицајца или друге особе, и када се на други начин не може одбити напад.

### Прекорачење овлашћења и контрола
Прекомерна или неоправдана употреба силе сматра се полицијском бруталношћу и представља кривично дело. Грађане од полицијске бруталности штите Закон о полицији и Кривични законик. Члан 137. Кривичног законика предвиђа казне за злостављање и мучење, а уколико дело почини службено лице, казне су строже.
Контролу рада полиције, укључујући и употребу силе, врше:
- Сектор унутрашње контроле полиције: Истражује пријаве против полицијских службеника.
- Заштитник грађана (Омбудсман): Поступа по притужбама грађана на рад полиције.[10]
- Скупштински Одбор за одбрану и унутрашње послове: Врши парламентарни надзор.

Грађани имају право да поднесу притужбу на рад полицијског службеника у року од 30 дана од догађаја.

### Статистика и изазови
- Током студентских протеста у Србији 2025. године, организације цивилног друштва и медији су документовали бројне случајеве прекомерне употребе силе од стране полиције.[11] Правници и активисти су истицали да ударање демонстраната који не пружају отпор представља полицијску бруталност.
- Проблем представља и идентификација полицијских службеника, јер је забележено да су током нереда интервенисала и лица у цивилу, без јасно истакнутих легитимација.
- Историјски гледано, током деведесетих година 20. века, полиција у Србији је често перципирана као инструмент за заштиту режима, а не као сервис грађана, што је довело до пада поверења и стварања дистанце између полиције и јавности. Реформа сектора безбедности након 2000. године имала је за циљ, између осталог, и релегитимизацију полиције.

### Комунална милиција
Поред редовне полиције, у Србији постоји и Комунална милиција, чија су овлашћења такође прописана законом. Она има право да користи одређена средства принуде, као што су бибер спреј, службене палице и средства за везивање. Постоје одређене контроверзе и критике стручњака због чињенице да Комунална милиција има полицијска овлашћења иако суштински не би требало да обавља полицијске послове.

## Атрибути службеника

### Образовање
Студије су показале да припадници полиције са вишим образовањем користе силу знатно ређе од оних са мало или нимало високог образовања. У догађајима где образовани полицајци ипак користе силу, она се обично сматра „разумном".

### Искуство
Тврди се да се вештине за добро обављање послова спровођења закона не могу стећи у учионици. Ове вештине се боље стичу кроз поновљено излагање ситуацијама спровођења закона током рада на терену. Резултати о томе да ли количина искуства коју полицајац има доприноси вероватноћи употребе силе разликују се међу студијама.

### Друге карактеристике
Није чврсто утврђено да раса, класа, пол, старост итд. полицајца утичу на вероватноћу да ће користити силу. Ситуациони фактори могу играти улогу.

#### Синдром делића секунде
Синдром делића секунде је пример како употреба силе може бити заснована на ситуацији. Добронамерни полицајци могу прибећи употреби силе пребрзо у ситуацијама где морају донети брзу одлуку.

## Судска пракса у САД
(Ова секција даје преглед важних случајева у САД који су обликовали правно разумевање употребе силе)

### Graham v. Connor(1989)
Врховни суд је пресудио да се употреба силе мора оцењивати на основу њене „објективне разумности", без обзира на добре намере полицајца. Суд је поставио три фактора за процену: „озбиљност кривичног дела", „да ли постоји непосредна претња по безбедност полицајаца или других" и „да ли осумњичени активно пружа отпор хапшењу или бежи".

### Tennessee v. Garner(1985)
У случају Tennessee v. Garner, Врховни суд је одлучио да се смртоносна сила може користити за спречавање бекства осумњиченог само ако полицајац има основану сумњу да осумњичени представља озбиљан ризик по живот полицајца или других.